# Mehmet Okur
Mehmet Okur (Yalova, 26 maggio 1979) è un ex cestista e allenatore di pallacanestro turco, professionista nella NBA.

## Carriera

### Turchia
Okur è un prodotto del vivaio dell'Efes Pilsen, una della migliori squadre turche. Crescendo, indica Toni Kukoč come il suo giocatore preferito. Aiuta la nazionale turca Under-22 a ottenere il sesto posto nel campionato mondiale del 1997. Si è trasferito all'Efes Pilsen nel 2000 con cui ha vinto un campionato nella stagione 2001-02. Ha totalizzato in media 13,5 punti a partita durante la sua ultima stagione in Turchia.

### NBA

#### Ai Detroit Pistons
È stato chiamato con la 37ª scelta assoluta nel secondo giro del draft NBA del 2001 dai Detroit Pistons. Ha giocato due stagioni per i Pistons da quella 2002-03 a quella 2003-04, aiutando Detroit a vincere il titolo NBA del 2004 nel giugno 2004. In tal modo è diventato il primo giocatore turco a vincere un titolo NBA. A causa delle limitazioni del tetto salariale, i Pistons non furono in grado di pagargli un salario da top-level, ma lo cedettero agli Utah Jazz con cui firmò un contratto di sei anni da 50 milioni di dollari.

#### Agli Utah Jazz
Alto 2,11 m col peso di 120 kg, Okur ha una solida presenza dentro l'area, ma ha anche un "jump shot" affidabile che estende il suo raggio fino all'esterno della linea da tre punti oltre a essere un preciso tiratore dalla lunetta dei liberi con una percentuale in carriera dell'80,7%. Nella sua prima stagione a Salt Lake City (2004-05), ha giocato in tutte le 82 partite, di cui 25 da titolare. Soprannominato "Memo", Okur ha alzato le sue medie nella seconda stagione (2005-06) con i Jazz portando i 12,9 punti a partita della precedente stagione a 18,0 punti a partita, conducendo la sua squadra sia in punti che in rimbalzi, mostrandosi come uno dei giocatori più migliorati. Anche nella sua seconda stagione ha giocato in tutte le 82 partite, divenendo il primo giocatore degli Utah Jazz a farlo. Nella terza stagione (2006-07 ha continuato a essere un giocatore chiave per Utah. Ha anche migliorato il suo tiro da tre, ed è riconosciuto come un giocatore fondamentale per i Jazz.. È stato una pedina fondamentale per raggiungere le semifinali nei play-off della stagione 2006-07
Il 13 marzo, è diventato il tiratore da tre più prolifico in una sola stagione nella storia della franchigia. Ha saltato due partite nella terza stagione rompendo la sua striscia (233 partite consecutive).

#### All-Star
È stato chiamato per la squadra All-Star della Western Conference per l'All-Star Game del 2007. "Memo" e Ray Allen sono stati chiamati per sostituire gli infortunati Allen Iverson e Steve Nash. È stato il primo giocatore turco a partecipare a quest'evento.
Nella partita non gioca moltissimo, ma viene ricordato per aver "affrontato" il centro dei Miami Heat, Shaquille O'Neal, in un simpatico siparietto. Infatti O'Neal è riconosciuto per non avere qualità di palleggio, ma in quell'occasione ha sfoggiato un palleggio incrociato "degno" di una vera guardia.

#### New Jersey Nets
Il 23 dicembre 2011 viene ufficializzato il suo trasferimento ai New Jersey Nets.

#### Portland Trail Blazers
Il 14 marzo 2012 passa ai Trail Blazers rientrando in uno scambio per Gerald Wallace, venendo però svincolato qualche giorno dopo. Il successivo 9 novembre annuncia il suo ritiro a causa dei continui infortuni che lo affliggevano da oltre tre anni.

## Statistiche

### NBA

#### Regular Season
| Anno       | Squadra         | PG  | PT  | MP   | TC%  | 3P%  | TL%  | RP  | AP  | PRP | SP  | PP   |
| ---------- | --------------- | --- | --- | ---- | ---- | ---- | ---- | --- | --- | --- | --- | ---- |
| 2002-2003  | Detroit Pistons | 72  | 9   | 19,0 | 42,6 | 33,9 | 73,3 | 4,7 | 1,0 | 0,3 | 0,5 | 6,9  |
| 2003-2004† | Detroit Pistons | 71  | 33  | 22,3 | 46,3 | 37,5 | 77,5 | 5,9 | 1,0 | 0,5 | 0,9 | 9,6  |
| 2004-2005  | Utah Jazz       | 82  | 25  | 28,1 | 46,8 | 27,0 | 85,0 | 7,5 | 2,0 | 0,4 | 0,8 | 12,9 |
| 2005-2006  | Utah Jazz       | 82  | 82  | 35,9 | 46,0 | 34,2 | 78,0 | 9,1 | 2,4 | 0,5 | 0,9 | 18,0 |
| 2006-2007  | Utah Jazz       | 80  | 80  | 33,3 | 46,2 | 38,4 | 76,5 | 7,2 | 2,0 | 0,5 | 0,5 | 17,6 |
| 2007-2008  | Utah Jazz       | 72  | 72  | 33,2 | 44,5 | 38,8 | 80,4 | 7,7 | 2,0 | 0,8 | 0,4 | 14,5 |
| 2008-2009  | Utah Jazz       | 72  | 72  | 33,5 | 48,5 | 44,6 | 81,7 | 7,7 | 1,7 | 0,8 | 0,7 | 17,0 |
| 2009-2010  | Utah Jazz       | 73  | 73  | 29,4 | 45,8 | 38,5 | 82,0 | 7,1 | 1,6 | 0,5 | 1,1 | 13,5 |
| 2010-2011  | Utah Jazz       | 13  | 0   | 12,9 | 35,5 | 31,3 | 75,0 | 2,3 | 1,5 | 0,3 | 0,3 | 4,9  |
| 2011-2012  | N.J. Nets       | 17  | 14  | 26,7 | 37,4 | 31,9 | 60,0 | 4,8 | 1,8 | 0,5 | 0,3 | 7,6  |
| Carriera   | Carriera        | 634 | 460 | 29,1 | 45,8 | 37,5 | 79,7 | 7,0 | 1,7 | 0,5 | 0,7 | 13,5 |

#### Playoffs
| Anno     | Squadra         | PG | PT | MP   | TC%  | 3P%  | TL%  | RP   | AP  | PRP | SP  | PP   |
| -------- | --------------- | -- | -- | ---- | ---- | ---- | ---- | ---- | --- | --- | --- | ---- |
| 2003     | Detroit Pistons | 17 | 0  | 19,0 | 43,8 | 53,8 | 53,1 | 4,1  | 0,8 | 0,7 | 0,7 | 5,5  |
| 2004†    | Detroit Pistons | 22 | 0  | 11,5 | 47,0 | 40,0 | 69,2 | 2,8  | 0,4 | 0,2 | 0,4 | 3,7  |
| 2007     | Utah Jazz       | 17 | 17 | 34,4 | 38,8 | 31,6 | 78,6 | 7,8  | 1,8 | 1,4 | 0,9 | 11,8 |
| 2008     | Utah Jazz       | 12 | 12 | 38,5 | 42,3 | 37,3 | 77,3 | 11,8 | 1,9 | 0,7 | 0,7 | 15,4 |
| 2009     | Utah Jazz       | 2  | 2  | 21,5 | 16,7 | 33,3 | 75,0 | 5,0  | 2,0 | 0,0 | 0,5 | 4,0  |
| 2010     | Utah Jazz       | 1  | 1  | 11,0 | 100  | 100  | 100  | 2,0  | 0,0 | 0,0 | 0,0 | 7,0  |
| Carriera | Carriera        | 71 | 32 | 23,6 | 41,5 | 36,2 | 71,3 | 5,9  | 1,1 | 0,7 | 0,6 | 8,1  |

## Palmarès

### Squadra
- Campionato turco: 3

Tofaş: 1998-99, 1999-2000
Efes Pilsen: 2001-02
- Campionato NBA: 1

Detroit Pistons: 2004
- Coppa di Turchia: 3

Tofaş: 1999-2000
Efes Pilsen: 2000-01, 2001-02

### Individuale
- NBA All-Star (2007)

## Vita privata
È sposato con Yeliz Caliskan, Miss Turchia e modella, con cui ha una figlia, Melisa, nata il 21 marzo 2007.